# Шарабурко, Яков Сергеевич
Яков Сергеевич Шарабурко (26 ноября 1895, село Беседовичи, ныне Хотимский район, Могилёвская область — 22 апреля 1967, Москва) — советский военный деятель, Генерал-майор (1940 год).

## Начальная биография
Яков Сергеевич Шарабурко родился 26 ноября 1895 года в селе Беседовичи ныне Хотимского района Могилёвской области.

## Военная служба

### Первая мировая и гражданская войны
В 1915 году был призван в ряды Русской императорской армии и направлен рядовым на Западный фронт.
В 1917 году вступил в Петроградский красногвардейский отряд, где был назначен на должность командира взвода, а в апреле 1918 года был призван в ряды РККА и назначен на должность командира эскадрона 1-го советского партизанского полка, преобразованного вскоре в 3-й партизанский Могилёвский полк. Принимал участие в боевых действиях под Петроградом против войск под командованием генерала П. Н. Краснова.
После окончания Орловских кавалерийских командных курсов с сентября 1919 года служил помощником командира эскадрона и командиром сотни, а с декабря командиром эскадрона 13-го кавалерийского полка (3-я Туркестанская кавалерийская дивизия, 1-я армия) и принимал участие в боевых действиях против войск под командованием адмирала А. В. Колчака, затем — в боевых действиях на красноводском направлении, а в составе Ферганской армейской группы (Туркестанский фронт) — в боевых действиях против басмачей на территории Ферганской долины.

### Межвоенное время
После окончания Высшей кавалерийской школы РККА, дислоцированной в Ленинграде, Шарабурко в сентябре 1924 года был назначен на должность преподавателя кавалерийских курсов усовершенствования командного состава Северокавказского военного округа, в октябре 1925 года — на должность командира пулемётного эскадрона в составе 22-го и 23-го кавалерийских полков (4-я Ленинградская кавалерийская дивизия, Ленинградский военный округ), в феврале 1927 года — на должность инструктора кавалерийского дела 3-го пограничного отряда ОГПУ, дислоцированного в Петрозаводске, а в сентябре 1927 года — вновь на должность командира эскадрона 23-го кавалерийского полка.
После окончания Военной академии имени М. В. Фрунзе в декабре 1931 года Шарабурко был назначен на должность командира кавалерийского дивизиона Объединённой военной школы имени ВЦИК, дислоцированной в Москве, в июле 1932 года — на должность командира полка курсантов в Тамбовской Объединённой кавалерийской школе, в январе 1934 года — на должность командира 70-го кавалерийского полка (16-я кавалерийская дивизия, Ленинградский военный округ), а в марте 1938 года — на должность командира 5-й кавалерийской дивизии (Киевский военный округ), после чего принимал участие в боевых действиях в ходе похода в Западную Украину.
В апреле 1941 года Шарабурко был назначен на должность заместителя командира 23-го механизированного корпуса (Орловский военный округ).

### Великая Отечественная война
С началом войны корпус был включён в Юго-Западный фронт, после чего принимал участие в боевых действиях в ходе Киевской оборонительной операции, а в июле был преобразован в 23-й стрелковый корпус, а Шарабурко был назначен на должность командира этого корпуса, который вскоре принимал участие в ходе Смоленского сражения.
В сентябре был назначен на должность командира 76-й кавалерийской дивизии, а в марте 1942 года — на должность командира 116-й кавалерийской дивизии, которая с сентября по октябрь принимала участие в боевых действиях за Северный Кавказ в районе населённых пунктов Канеловская, Васюринская и Ходыженская. За проявленную отвагу в боях дивизия была преобразована в 12-ю гвардейскую Донскую казачью кавалерийскую дивизию, а Шарабурко был награждён орденом Красного Знамени.
В ноябре был назначен на должность помощника командующего войсками — инспектора кавалерии Северной группы войск Закавказского фронта, в январе 1943 года — на должность инспектора кавалерии Северо-Кавказского фронта, в марте — на должность командира 7-го гвардейского кавалерийского корпуса, а в сентябре — на должность заместителя командира 12-го гвардейского стрелкового корпуса.
С мая 1944 года генерал-майор Шарабурко находился в госпитале на излечении по болезни и в ноябре после выздоровления был назначен на должность командира 93-го стрелкового корпуса, который в ноябре — декабре принимал участие в боевых действиях по блокаде группировки противника на Курляндском полуострове, а затем ходе Сандомирско-Силезской, Нижнесилезской и Верхнесилезской наступательных операций. За умелую организацию и руководство боевыми действиями генерал-майор Шарабурко был награждён орденом Суворова 2 степени. В ходе Пражской наступательной операции корпус к исходу 8 мая подошёл к городу Яромержице и до 12 мая принимал участие в ходе пленения группы армии «Центр» противника.

### Послевоенная карьера
Генерал-майор Яков Сергеевич Шарабурко 5 июля 1945 года попал в автомобильную катастрофу, после чего находился на лечении в госпитале и в июне 1946 года вышел в отставку. Умер 22 апреля 1967 года в Москве.

## Мнения и оценки
В Тернополь приехали, когда его только что прошли передовые части. За ними следовала 5-я кавалерийская дивизия под командованием широко известного в то время Я.С. Шарабурко. Мы его дивизию в город не пустили. Произошел скандал. Комдив наскакивал на нас. Вармашкин тыкал ему в нос наш мандат. Но и с мандатом мы чувствовали свое бессилие перед напористым конником. Только упоминание имени С.К. Тимошенко охладило его пыл, и дивизия направилась в обход города. — С. М. Штеменко, участник Польского похода Красной армии в 1939 г., из книги воспоминаний «Генеральный штаб в годы войны. В дни огорчений и побед»

## Награды
- Два ордена Ленина
- Четыре ордена Красного Знамени
- Орден Суворова II степени
- Медали

## Память
- 1 октября 2022 года в аг. Беседовичи Хотимского района Могилёвской области Беларуси открыта мемориальная доска в честь увековечивания памяти знаменитого земляка Я. С. Шарабурко. Установлена на здании Беседовичской средней школы[1][2][3].